# SV Racing Club Aruba
Maillots
Le SV Racing Club Aruba est un club arubais de football basé à Oranjestad.

## Histoire
En 2023, le Racing Club Aruba remporte un dix-septième titre en Division di Honor, égalant ainsi le record du SV Dakota,.

## Palmarès
- Division di Honor (17)
  - Champion : 1960, 1965, 1968, 1978, 1979, 1986, 1987, 1991, 1994, 2002, 2008, 2011, 2012, 2015, 2016, 2019 et 2023
  - Vice-champion : 1963, 1969, 1976-1977 et 1983

- Championnat des Antilles néerlandaises (1)
  - Champion : 1965
  - Vice-champion : 1961, 1977-1978

- Coupe d'Aruba (3)
  - Vainqueur en 2012, 2016 et 2020
  - Finaliste en 2013 et 2014